# Lars Johansson (v)
Lars Oskar Vilhelm Johansson, född 14 januari 1946 i Fritsla, är en svensk socialarbetare och politiker. 
Han har arbetat som socionom, barn- och ungdomskurator, familjebehandlare, expert på krishantering i skola och har varit en pionjär i arbetet mot hedersförtryck. Han var förbundsordförande för Kommunistisk Ungdom (senare kallat Ung Vänster) 1973–1981.
Efter socionomexamen 1982 verkade han som barn- och ungdomskurator i olika skolor i Göteborg, varav under tolv år på Angeredsgymnasiet. Efter diskoteksbranden i Göteborg på Hisingen 1998 där många elever från Angeredsgymnasiet omkom var han under två och ett halvt år samordnare av skolans krishantering för elever som skadades av branden.
Åren 2003–2009 verkade han som expert och samordnare för Länsstyrelsens insatser mot hedersförtryck inom Västra Götaland. Mellan 2009 och 2011 arbetade han i Gryning Vård som familjebehandlare för familjer där barn utsatts för hedersförtryck. År 2011 startade han Institutet Mot Hedersförtryck, IMH, vars ledare han var till 2015 och därefter dess utbildningssamordnare fram till 2020.
Johanssonn är också konstnärligt verksam i trä, där han kombinerar figurer med slagkraftiga texter. Sedan 2018 har han haft flera utställningar i Slottsskogen i Göteborg. Han har även målat på temat bilder mot hedersförtryck.